# Utinja (rijeka)
Utinja je hrvatska rijeka u Sisačko-moslavačkoj županiji, desna pritoka Kupe. Izvire na Hrastovičke gore, kod naselja Luščani i Donja Bačuga. Duga je 23,7 km. Prolazi zapadno od grada Petrinje.
Rijeka Utinja prolazi kroz sljedeća naselja: Luščani, Donja Bačuga, Gornja Bačuga, Pecki, Strašnik, Cepeliš, Križ Hrastovački, Župić, Gornje Mokrice, Međurače, Srednje Mokrice, Donje Mokrice, Novi Farkašić, Vratečko i Pokupsko Vratečko.